# Viola selkirkii
Viola selkirkii là một loài thực vật có hoa trong họ Hoa tím. Loài này được Pursh ex Goldie miêu tả khoa học đầu tiên năm 1822.

## Hình ảnh

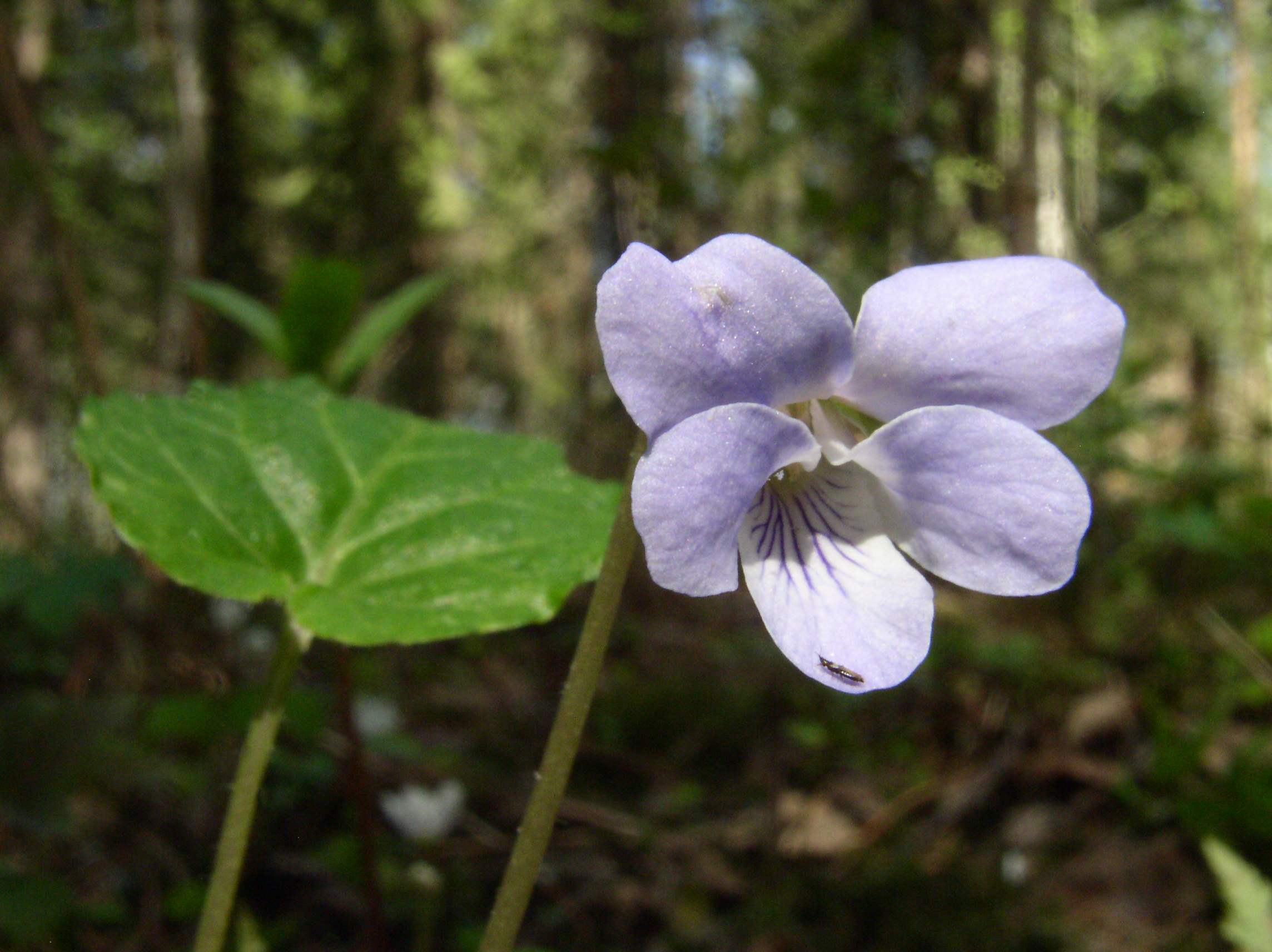
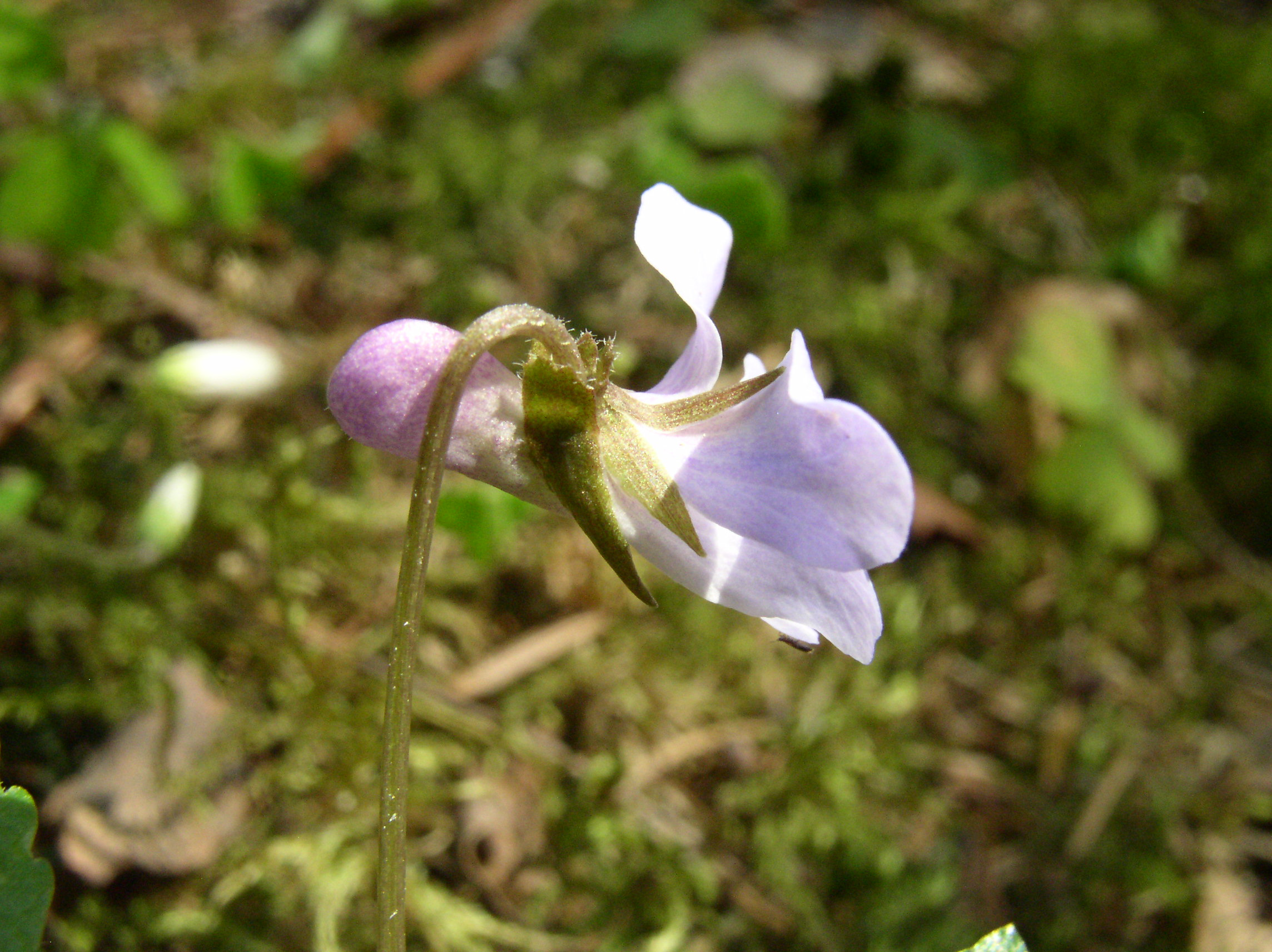
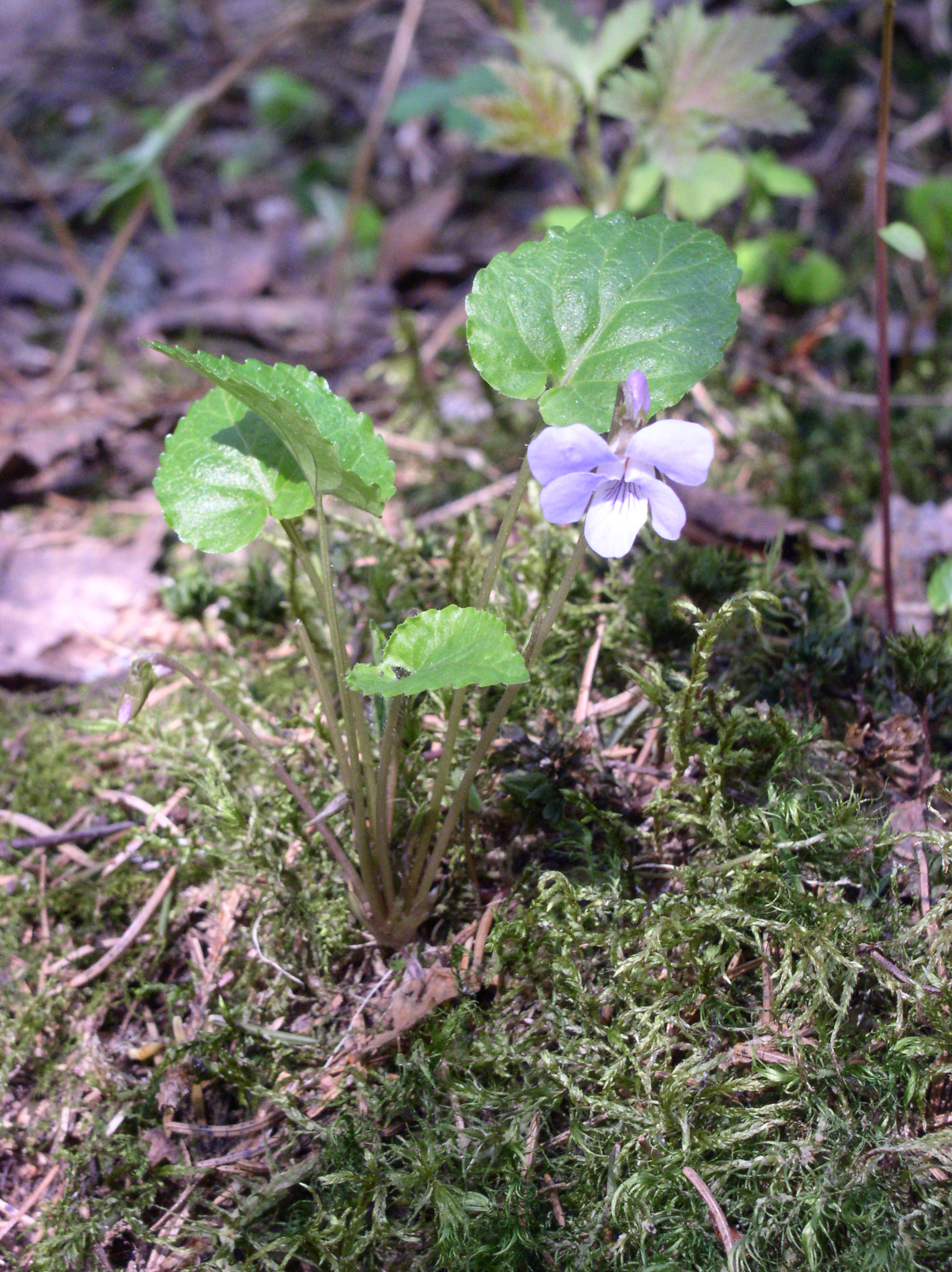
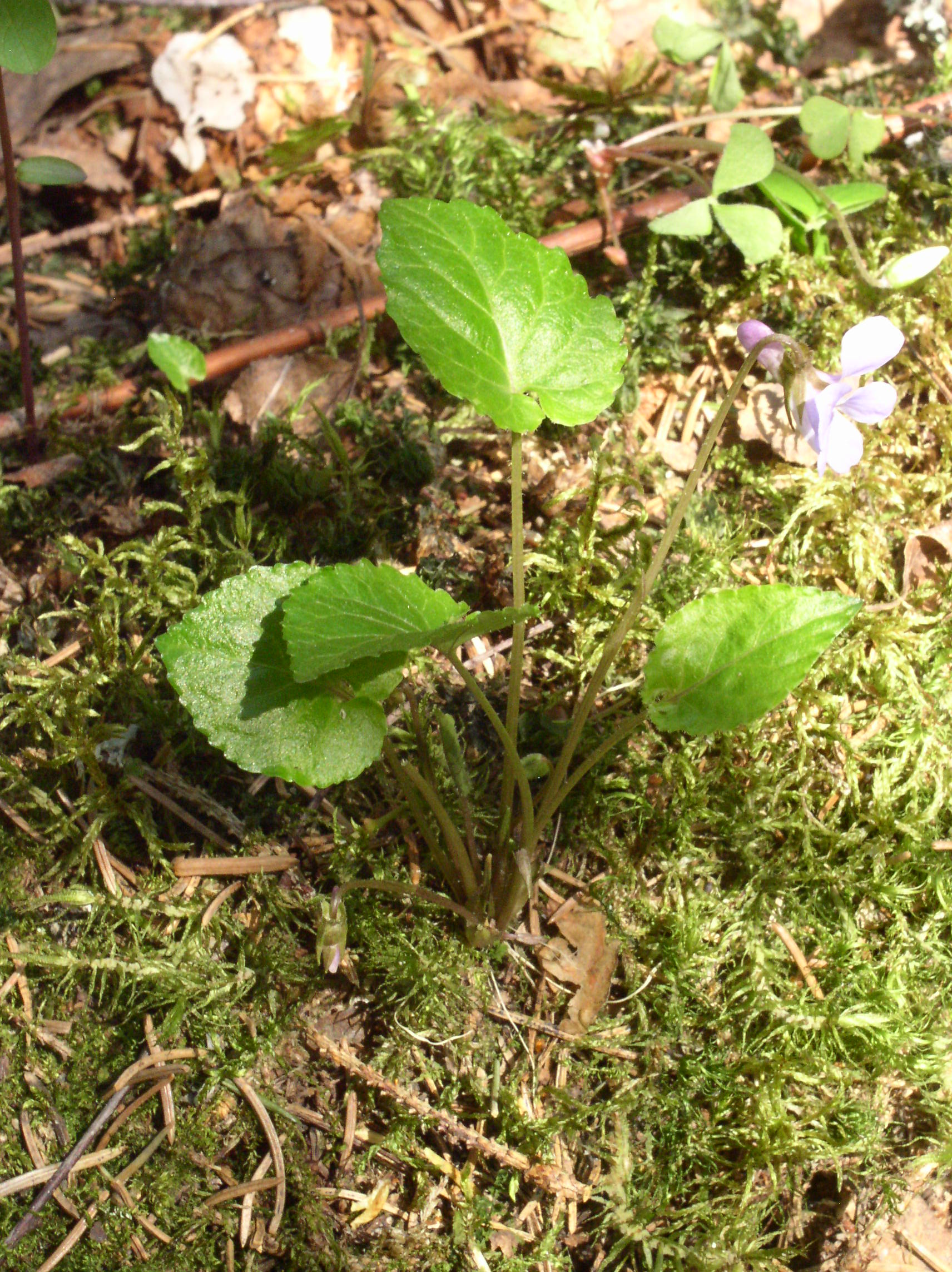